# Museo de Bellas Artes (Cuba)
El Museo de Bellas Artes de Cuba está compuesto por dos edificios principales: el de arte cubano que presenta su colección en Trocadero y Zulueta, La Habana Vieja; y el de arte universal que se encuentra en San Rafael y Zulueta, La Habana Vieja.

## Historia
El Museo de Bellas Artes surgió por primera vez en 1873 luego de la demolición de las murallas coloniales que rodeaban la ciudad.
Emilio Heredia Moral (1872-1912), familiar de José María Heredia, primer director fundador del museo, recolectó capital para la gran arquitectura, que fue patrocinada por donaciones de diferentes instituciones tanto civiles como religiosas. La mayoría de las obras donadas eran de carácter histórico, pero también había donaciones arqueológicas, etnográficas y artísticas, entre otras.
La Academia de pintura de San Alejandro donó en 1912 y en 1927 trascendentales obras conformando la colección de piezas europeas más antiguas del museo.La mayor parte de las donaciones de carácter religioso las concedieron las iglesias y conventos. Artistas contemporáneos entre los que se encuentran: Antonio Rodríguez Morey, Leopoldo Romañach y Aurelio Merelo, condescendieron muchas de sus pinturas.
También se comenzaron a exponer entre 1912 y 1915 objetos de la cultura afrocubana como collares de orichas, vasijas, tambores sagrados, etc. 
Con todas estas adquisiciones el museo fue reabierto el 28 de abril de 1913.
Después de este día varios factores provocaron que el museo fuera trasladado varias veces de lugar:
- 1-En 1917 se vio obligada a trasladarse hacia la Quinta de Toca (Avenida Carlos III), lo cual provocó enormes gastos trayendo como consecuencia a su vez el cierre del establecimiento hasta el 20 de mayo de 1919.

- 2-En 1923 el Estado cede la Quinta de Toca a la orden religiosa Hermanos Lasalle, reabriendo sus salas el 6 de febrero de 1924.

- 3-La Institución se ve obligada a cerrar una vez más a mediados de 1996 como consecuencia de la situación económica cubana, siendo el museo expuesto a una remodelación capital.

Finalmente fue reinaugurado el 18 de julio de 2001.

## Arte
El “nuevo museo” ha experimentado una moderna forma de exhibición y almacenamiento que incluye un mayor número de salas que son más amplias y están mejor iluminadas.
Esta forma de exposición también permite el acceso directo para visitar la sala escogida y mantiene una firme curiosidad por la organización de las obras.
La anterior sede de la institución hace gala de las obras de arte cubano, que incluye desde la época colonial hasta las tendencias del arte contemporáneo.
La colección de arte universal se sitúa en el inmueble del antiguo Centro Asturiano. Allí el visitante aprecia obras de arte antiguo así como de las ulteriores escuelas europeas. También hay colecciones de arte latinoamericano, asiático y de Estados Unidos.
El museo incluye cafeterías, tiendas especializadas y una sala de teatro.